# Kimmo Kylmäaho
Kimmo Kylmäaho (ur. 1962) – fiński skoczek narciarski. Najlepsze wyniki w Pucharze Świata osiągnął w sezonie 1984/1985, kiedy zajął 49. miejsce w klasyfikacji generalnej.

## Puchar Świata w skokach narciarskich

### Miejsca w klasyfikacji generalnej
- sezon 1984/1985: 49
- sezon 1987/1988: 74